# Almedíjar
Almedíjar è un comune spagnolo di 270 abitanti situato nella comunità autonoma Valenciana.